# Звонок. Последняя глава
Звонок. Последняя глава (оригинальное название — Садако) (яп. 貞子) — японский сверхъестественный фильм ужасов 2019 года режиссёра Хидэо Наката. Основанный на романе Кодзи Судзуки «Прилив», фильм является частью франшизы «Звонок» и продолжением фильма Накаты 1999 года «Звонок 2». Сериал сосредоточен вокруг мстительного призрака по имени Садако Ямамура, который связан с проклятой видеокассетой; тот, кто смотрит запись, через семь дней убит. Премьера фильма состоялась в Японии 24 марта 2019 года, он был показан в ночь открытия международного кинофестиваля Fantasia Film Festival 2019. В России премьера состоялась на 10 декабря 2020 года. До выхода фильма в феврале была опубликована дополнительная манга «Садако-сан и Садако-чан».

## Сюжет
Действие фильма разворачивается спустя 20 лет после событий фильма «Звонок 2».
Полагая, что её дочь является реинкарнацией Садако, экстрасенс Хацуко Софуэ готовится поджечь закрытый на замок шкаф, в котором заключена её дочь. Призрак Садако вырывается из груды камней, скрывающей пещеру на острове Осима, и появляется в квартире Хацуко. Маленькая девочка внезапно появляется возле шкафа с Садако, и Хацуко в испуге падает, когда квартира вспыхивает пламенем.
В Больнице общего профиля Мемориала Курокава клинический психолог доктор Маю Акикава осматривает эмоционально нестабильную пациентку госпожу Курахаши. Руководитель Маю, доктор Минору Фудзи, предостерегает Маю от слишком дружелюбного отношения к непредсказуемым пациентам, таким как Курахаши. Бродя по улицам в одиночестве, дочь Хацуко падает в обморок после встречи с призраком женщины, которая спрыгнула с моста насмерть. Полицейские доставили девушку в больницу.
Детективы сообщают Фудзи и Маю о пожаре, в результате которого в многоквартирном доме погибли пять человек, в том числе подозреваемый в поджоге Хацуко. Детективы добавляют, что нет публичных записей о маленькой девочке, которую Хацуко вырастила тайно. Девушка объясняет, что мать называла её Садако, хотя её настоящее имя остается неизвестным. Маю видит, как девочка телекинетически опрокидывает игрушки во время интервью. Брат Маю, Кадзума, бросивший учёбу, работает с консультантом по веб-маркетингу Юсукэ Исида, чтобы повысить свое присутствие в социальных сетях в качестве начинающей личности на YouTube. Исида рекомендует записать пугающий городской опыт, чтобы взволновать уменьшающуюся аудиторию Казумы. Казума решает расследовать пожар в жилом доме.
Тем временем другие дети в больнице дразнят загадочную девушку изгоем из-за её тревожного поведения. Девушка телекинетически бросает в своих хулиганов катящуюся тележку. Девушка падает в обморок, увидев в видении умирающего старика в лифте. Когда после этого Маю утешает её, девочка рассказывает Маю о том, что её заточили в чулане её матери. Девушка чувствует, что у Маю тоже было одинокое детство. Девушка падает, увидев отражение призрака Садако в телевизоре.
Исида связывается с Маю, чтобы сообщить, что её брат исчез после посещения квартиры Хацуко Софуэ. Маю смотрит онлайн-видео расследования Казумы, на котором показаны талисманы, покрывающие внутреннюю часть шкафа, в котором была заключена девушка. Казума в страхе убегает, когда встречает призрак Садако. Маю останавливается на странном изображении черепов под водой. Маю встречает госпожу Курахаши в пустом коридоре больницы. Возникает ссора, когда Курахаши понимает, что Маю боится её. Прежде чем гнев Курахаши полностью усилится, девушка влюбляется в неё. Затем девушка падает. Видео колодца внезапно показывается по телевизору в вестибюле. Садако выползает из колодца, затем из телевизора и, наконец, забирается на Курахаши. Садако также хватает Маю, которая теряет сознание.
Когда она выздоравливает, Маю обнаруживает, что девушку доставили в отделение интенсивной терапии в состоянии комы. Курахаши снова госпитализируют для психиатрической помощи. Маю рассказывает Фудзи, что увидела призрачную женщину с длинными волосами. Во сне Маю переживает опыт заточения девочки в чулане, в то время как её мать обвиняет её в том, что она реинкарнация Садако. Полагая, что исчезновение её брата связано, Маю идет к Курахаши, требуя знать, кто такая Садако. Курахаши рассказывает историю матери Садако Шизуко Ямамура, ясновидящей, которая покончила с собой после обвинений в мошенничестве. Дочь Шизуко Садако обладала способностью поражать людей мыслью. Опасаясь её силы, отец Садако, доктор Хейхачиро Икума, бросил девушку в колодец, чтобы убить её, но создал проклятие, убившее многих людей.
Когда Курахаши хватает её, Маю видит в видении Казуму и Садако. Курахаши предупреждает, что проклятого брата Маю спасти невозможно. После того, как Маю уходит, на потолке Курахаши скапливается вода. Садако выходит из-под кровати, чтобы убить Курахаши. Просматривая другое онлайн-видео своего брата, Маю видит изображения пещеры, отражения ребёнка в глазу, тел, поднимающихся из воды, женщины, падающей насмерть со скалы, затопленных черепов, которые видели ранее, а также своего брата.
Звонит Исида и говорит, что тоже смотрел странное видео, хотя не знает, как оно было загружено. Маю и Исида встречаются. Исида рассказывает Маю о пещере на острове Осима в Идзу, которая стала святыней для мертвых священников, пока её не закрыли из-за обвала. На изображении храма изображен талисман, похожий на тот, что видели в шкафу девушки. Исида также упоминает городскую легенду о проклятом видео, которое когда-то разошлось по Интернету. Маю связывает записи Исиды с происхождением Садако и приходит к выводу, что Садако родилась на острове Осима.
На пароме до острова Маю предупреждает Исиду, что обстоятельства, связанные с воспитанием таинственной маленькой девочки, каким-то образом возродили проклятие Садако. В пещере Маю и Исида встречают старуху, которая говорит им, что нежелательных младенцев оставили умирать в храме, а Садако питается их душами. Маю упоминает, что она и её брат выросли сиротами, и задается вопросом, звали ли её и Казуму Садако.
Несмотря на предупреждения о приливе, Маю и Исида ночью исследуют пещеру. Призрачная рука тянет Маю через груду камней, оставляя Исиду снаружи. Маю узнает, что Шизуко Ямамура на самом деле бросила свою дочь, когда она видит видение женщины, оставляющей Садако в пещере в младенчестве. Садако выжила, и именно так она проявила свою силу.
Появляется видение таинственной маленькой девочки. Корчащиеся тела поднимаются из бассейна, чтобы утащить девушку под воду. Маю обнимает девушку, клянется заботиться о ней и умоляет дать отпор. Вернувшись в больницу в то же время, маленькая девочка выходит из комы. Маю видит черепа и кости под водой, когда видение девушки исчезает. Исида наконец попадает в пещеру. Он и Маю находят Казуму. Когда полная луна совпадает с круглым отверстием над головой, Садако поднимается, чтобы атаковать Маю. Казума жертвует собой, чтобы спасти свою сестру. Садако топит Казуму под водой.
Психически неуравновешенная Маю выздоравливает в своей бывшей больнице. Перед выпиской маленькая девочка благодарит Маю за то, что она помогла ей выйти из комы. Оставшись одна после этого, Маю вздрагивает от звука капающей воды.

## В ролях
| Актёр            | Роль            |
| ---------------- | --------------- |
| Эридза Икэда     | Маю Акикава     |
| Такаси Цукамото  | Юсукэ Исида     |
| Химэка Химэдзима | Кадзума Акикава |
| Рэн Кирияма      | Минору Фудзи    |
| Риэ Томосака     | Хацуко Собуэ    |

## Прием
Фильм получил в основном негативный приём критиков и зрителей. На Rotten Tomatoes фильм имеет рейтинг одобрения 23 % на основе 26 обзоров со средней оценкой 5/10. Консенсус критиков веб-сайта гласит: «Последняя глава видит, как некогда ужасающая франшиза безвольно шатается к финишу с механической последней главой, которая перефразирует предыдущие главы с уменьшающейся отдачей».
Джеймс Марш из South China Morning Post дал фильму две с половиной звезды из пяти, написав, что «баланс между старым миром и новыми медиа в фильме неудобен и лишь периодически успешен, но, тем не менее, тормозит это шатание. , своенравная франшиза вернулась в правильном направлении». Александра Хеллер-Николас, писавшая для Альянса женщин-киножурналистов, похвалила фильм за исследование «более глубокой и богатой психологической области, которая всегда была в сериале», положительно написав о его «широком незаинтересованности в продолжении перефразирования теперь полностью переваренного клише проклятого видео как центральное повествовательное ядро фильма».
Напротив, Миган Наварро из Bloody Disgusting посетовала на то, что фильм «представляет собой широко открытый мир неизведанных возможностей», и пришла к выводу, что «несмотря на предпосылку, предполагающую попытку модернизировать эту франшизу, вообще ничего не изменилось. Что когда-то делало Последнюю главу такой ужасающей. Фильм стал слишком привычным и неэффективным». Джоэль Моник из Polygon написала, что фильм «теряет несколько ключевых элементов, которые делали оригинальные фильмы ужасающими и захватывающими»; она раскритиковала то, как фильм отклоняется от устоявшихся традиций франшизы, и отрицательно охарактеризовала фильм как «самый низкий показатель количества жертв в истории франшизы Звонок». Ник Аллен из RogerEbert.com отметил, что в фильме есть «спорадические вялые страхи», и написал: «Последняя глава слишком трогательна со своим пугающим потенциалом, и все это, несмотря на обещание ее жуткой молодой главной героини. Есть так много сюжетных частей, которые не создают грандиозности, а тянут зрителей к неутешительной кульминации».